# Тургау (хокейний клуб)
ХК «Тургау» (нім. HC Thurgau) — хокейний клуб з м. Вайнфельден, Швейцарія. Заснований у 1989 році. Виступає у чемпіонаті Національної ліги B. Домашні ігри команда проводить на «Гюттінгершройт» (3,100).

## Історія
ХК «Тургау» заснований у 1989 році на базі двох клубів ХК «Фрауенфельд» та ХК «Вайнфельден». У сезоні 1989/90 років, дебютував в першій Лізі, третій за значенням хокейній лізі чемпіонату Швейцарії. Вже через два роки клуб дебютував у NLB. До сезону 2004/05 років виступав у НЛБ, посівши останнє місце вилитів до аматорської лізі та через рік повернувся до НЛБ. 

## Стадіон
У період з 1989 по 2000 роки ХК «Тургау» проводив домашні матчі на «Гюттінгершройт» у містечку Вайнфельден. У 2000 році виступає на «Боденсеє-Арена» у містечку Кройцлінген, який вміщував 4000 глядачів.
1 листопада 2009 року ХК «Тургау» повернувся до відремонтованого стадіону «Гюттінгершройт» у Вайнфельден, арена вміщує 3100 глядачів.

## Відомі гравці
- Маркус Ліндеманн
- Давид Ебішер
- Тод Елік
- Марк Савар
- Сильвен Тарджон
- Ден Дау